# Mistrzostwa Europy Juniorów w Saneczkarstwie 2020
41. Mistrzostwa Europy juniorów w saneczkarstwie 2020 odbyły się w dniach 31 stycznia – 2 lutego 2020 w niemieckim Winterbergu. Zawodnicy rywalizowali w czterech konkurencjach: jedynkach kobiet, jedynkach mężczyzn, dwójkach mężczyzn i w drużynie.

## Terminarz
| Data             | Miejscowość | Konkurencja      | Złoto                                                                   | Srebro                                                                  | Brąz                                                                       |
| ---------------- | ----------- | ---------------- | ----------------------------------------------------------------------- | ----------------------------------------------------------------------- | -------------------------------------------------------------------------- |
| 31 stycznia 2020 | Winterberg  | Jedynki kobiet   | Verena Hofer                                                            | Jessica Degenhardt                                                      | Isabell Richter Sigita Bērziņa                                             |
| 31 stycznia 2020 | Winterberg  | Jedynki mężczyzn | Pawieł Riepiłow                                                         | Matwiej Perestoronin                                                    | Florian Müller                                                             |
| 31 stycznia 2020 | Winterberg  | Dwójki mężczyzn  | Niemcy Max Ewald · Jakob Jannusch                                       | Rosja Dmitrij Buczniew · Danił Kilsejew                                 | Rosja Michaił Karnauczow · Jurij Czirwa                                    |
| 31 stycznia 2020 | Winterberg  | Drużynowe        | Niemcy Jessica Degenhardt · Florian Müller · Max Ewald · Jakob Jannusch | Austria Barbara Allmaier · Florian Tanzer · Juri Gatt · Riccardo Schöpf | Rumunia Corina Buzățoiu · Eduard Crăciun · Răzvan Turea · Sebastian Motzca |

## Wyniki

### Jedynki kobiet
- Data / Początek: Piątek 31 stycznia 2020

| Medal | Zawodniczka           | Narodowość | 1. zjazd    | 2. zjazd    | Czas     | Strata |
| ----- | --------------------- | ---------- | ----------- | ----------- | -------- | ------ |
|       | Verena Hofer          | Włochy     | 44.631 (2)  | 45.256 (2)  | 1:29.887 | -      |
|       | Jessica Degenhardt    | Niemcy     | 44.924 (7)  | 45.041 (1)  | 1:29.965 | +0.078 |
|       | Isabell Richter       | Niemcy     | 44.524 (1)  | 45.462 (6)  | 1:29.986 | +0.099 |
|       | Sigita Bērziņa        | Łotwa      | 44.640 (3)  | 45.346 (3)  | 1:29.986 | +0.099 |
| 5.    | Elīna Ieva Vītola     | Łotwa      | 44.741 (4)  | 45.486 (7)  | 1:30.227 | +0.340 |
| 6.    | Marion Oberhofer      | Włochy     | 44.774 (5)  | 45.498 (8)  | 1:30.272 | +0.385 |
| 7.    | Merle Fräbel          | Niemcy     | 44.880 (6)  | 45.772 (19) | 1:30.652 | +0.765 |
| 8.    | Diana Łoginowa        | Rosja      | 45.036 (9)  | 45.617 (13) | 1:30.653 | +0.766 |
| 9.    | Sofia Mazur           | Rosja      | 45.338 (14) | 45.407 (5)  | 1:30.745 | +0.858 |
| 10.   | Jelizawieta Jurczenko | Rosja      | 45.192 (11) | 45.610 (11) | 1:30.802 | +0.915 |
| ...   | ...                   | ...        | ...         | ...         | ...      | ...    |
| 21.   | Natalia Jamróz        | Polska     | 46.279 (26) | 46.035 (24) | 1:32.314 | +2.427 |

### Jedynki mężczyzn
- Data / Początek: Piątek 31 stycznia 2020

| Medal | Zawodnik             | Narodowość           | 1. zjazd    | 2. zjazd    | Czas     | Strata |
| ----- | -------------------- | -------------------- | ----------- | ----------- | -------- | ------ |
|       | Pawieł Riepiłow      | Rosja                | 56.513 (1)  | 57.383 (6)  | 1:53.896 | -      |
|       | Matwiej Perestoronin | Rosja                | 56.873 (3)  | 57.034 (3)  | 1:53.907 | +0.011 |
|       | Florian Müller       | Niemcy               | 56.698 (2)  | 57.622 (7)  | 1:54.320 | +0.424 |
| 4.    | Timon Grancagnolo    | Niemcy               | 57.208 (7)  | 57.242 (5)  | 1:54.450 | +0.554 |
| 5.    | Gints Bērziņš        | Łotwa                | 57.538 (10) | 57.004 (2)  | 1:54.542 | +0.646 |
| 6.    | Marian Skupek        | Słowacja             | 57.110 (6)  | 57.857 (13) | 1:54.967 | +1.071 |
| 7.    | Jozef Husla          | Słowacja             | 57.356 (8)  | 57.852 (12) | 1:55.208 | +1.312 |
| 8.    | Mirza Nikolajev      | Bośnia i Hercegowina | 57.710 (13) | 57.719 (9)  | 1:55.429 | +1.533 |
| 9.    | Jewgienij Łobiejew   | Rosja                | 57.675 (12) | 58.031 (15) | 1:55.706 | +1.810 |
| 10.   | Jan Čežík            | Czechy               | 57.831 (14) | 58.086 (16) | 1:55.917 | +2.021 |

### Dwójki mężczyzn
- Data / Początek: Piątek 31 stycznia 2020

| Medal | Zawodnicy                                | Narodowość | 1. zjazd    | 2. zjazd    | Czas     | Strata |
| ----- | ---------------------------------------- | ---------- | ----------- | ----------- | -------- | ------ |
|       | Max Ewald Jakob Jannusch                 | Niemcy     | 47.176 (1)  | 46.924 (1)  | 1:34.100 | -      |
|       | Dmitrij Buchniew Danił Kilsejew          | Rosja      | 47.195 (2)  | 47.062 (2)  | 1:34.257 | +0.157 |
|       | Michaił Karnauczow Jurij Czirwa          | Rosja      | 47.615 (4)  | 47.305 (4)  | 1:34.920 | +0.820 |
| 4.    | Juri Gatt Riccardo Schöpf                | Austria    | 47.530 (3)  | 47.715 (8)  | 1:35.245 | +1.145 |
| 5.    | Moritz Jäger Valentin Steudte            | Niemcy     | 47.960 (8)  | 47.493 (5)  | 1:35.453 | +1.353 |
| 6.    | Wiaczesław Popow Anton Osipenko          | Rosja      | 47.813 (5)  | 47.678 (6)  | 1:35.491 | +1.391 |
| 7.    | Eduards Ševics-Mikeļševics Lūkass Krasts | Łotwa      | 48.019 (9)  | 47.709 (7)  | 1:35.728 | +1.628 |
| 8.    | Jakub Karaś Mateusz Karaś                | Polska     | 48.195 (10) | 48.178 (9)  | 1:36.373 | +2.273 |
| 9.    | Henrik Altenhoff Matteo Oberlieβen       | Niemcy     | 47.861 (7)  | 52.810 (11) | 1:40.671 | +6.571 |
| 10.   | Vratislav Varga Metod Majerčák           | Słowacja   | 49.768 (11) | 51.467 (10) | 1:41.235 | +7.135 |

### Drużynowe
- Data / Początek: Piątek 31 stycznia 2020

| Medal | Zawodnicy                                                             | Narodowość     | Czas     | Strata |
| ----- | --------------------------------------------------------------------- | -------------- | -------- | ------ |
|       | Jessica Degenhardt/Florian Müller/Max Ewald/Jakob Jannusch            | Niemcy         | 2:21.383 | –      |
|       | Barbara Allmaier/Florian Tanzer/Juri Gatt/Riccardo Schöpf             | Austria        | 2:22.883 | +1.500 |
|       | Corina Buzățoiu/Eduard Crăciun/Răzvan Turea/Sebastian Motzca          | Rumunia        | 2:24.980 | +3.597 |
| 4.    | Anna Bryk/Alex Gufler/Jakub Karaś/Mateusz Karaś                       | Polska/ Włochy | 2:25.098 | +3.715 |
| 5.    | Andrea Pavlíková/Marián Skupek/Vratislav Varga/Metod Majerčák         | Słowacja       | 2:26.807 | +5.424 |
| DSQ   | Diana Łoginowa/Pawieł Riepiłow/Dmitrij Buczniew/Danił Kilsejew        | Rosja          |          |        |
| DSQ   | Sigita Bērziņa/Gints Bērziņš/Eduards Ševics-Mikeļševics/Lūkass Krasts | Łotwa          |          |        |

## Klasyfikacja medalowa
| Miejsce | Państwo |   |   |   | Razem |
| ------- | ------- | - | - | - | ----- |
| 1.      | Niemcy  | 2 | 1 | 2 | 5     |
| 2.      | Rosja   | 1 | 2 | 1 | 4     |
| 3.      | Włochy  | 1 | 0 | 0 | 1     |
| 4.      | Austria | 0 | 1 | 0 | 1     |
| 5.      | Rumunia | 0 | 0 | 1 | 1     |